# Wirtschaft Aserbaidschans
Dieser Artikel wurde aufgrund inhaltlicher und/oder formaler Mängel auf der Qualitätssicherungsseite des Portals Wirtschaft eingetragen. 
Du kannst helfen, indem du die dort genannten Mängel beseitigst oder dich an der Diskussion beteiligst.
Die Wirtschaft Aserbaidschans ist mit einem Bruttoinlandsprodukt (BIP) von 37,848 Milliarden US-Dollar (2016) die größte Volkswirtschaft im Südkaukasus.
Laut Angaben des globalen Wettbewerbsfähigkeitsindex des Weltwirtschaftsforums rangiert Aserbaidschan auf Platz 35 (von 137 Staaten) der wettbewerbsfähigsten Länder der Welt. Im Index für wirtschaftliche Freiheit belegt Aserbaidschan 2017 Platz 68 von 180 Ländern.

## Geschichte

### Anfangsjahren der Unabhängigkeit
Der Zerfall der Sowjetunion hatte im Südkaukasus einen Zusammenbruch des einheitlichen Wirtschaftsraums zur Folge. Daher hatte Aserbaidschan in den 1990er Jahren mit massiven wirtschaftlichen Rückgängen zu kämpfen. Daneben hatten die schwierige innenpolitische Situation in Aserbaidschan und der Krieg um Bergkarabach mit Armenien negative Auswirkungen auf die wirtschaftliche Entwicklung. Nach dem Bericht der UN-Generalversammlung wurden im Krieg über 6.000 industrielle und landwirtschaftliche Betriebe zerstört, 890 Siedlungen, 2.300 km Wasserrohrleitungen, 2.000 km Gaspipelines, 15.000 km Stromleitungen, 1.000.000 ha Ackerbaugebiete, 280.000 Hektar Wald sowie 1.200 km Bewässerungsanlagen vernichtet.

### Marktwirtschaftliche Transformation
Nach dem Untergang der Sowjetunion konnte die marktwirtschaftliche Transformation Aserbaidschans wegen der innenpolitischen Auseinandersetzungen bis 1994 und wegen des militärischen Konflikts um Bergkarabach in den ersten Jahren der Unabhängigkeit keine Dynamik entwickeln. Im Januar 1992 wurden die ehemaligen sowjetischen Unionsbetriebe sowie Betriebe im Erdöl- und Chemiebereich in staatliches Eigentum übernommen. Eine Marktöffnung konnte in den Anfangsjahren der Unabhängigkeit nicht erreicht werden.
Unter der Heydər-Əliyev-Regierung war das BIP, besonders nach dem Jahr 1999, ständig gestiegen. Das Wirtschaftswachstum des Landes war im Jahr 2000 im Vergleich mit dem Jahr 1999 um etwa 4 % gestiegen. Nach der Statistik stieg der Beitrag des Öl- und Gassektors zum BIP im Jahr 2001 dabei auf rund 31 % an. Parallel war der Anteil der Landwirtschaft auf 18 % des BIP gesunken. Die Inflationsrate in Aserbaidschan betrug durchschnittlich 1,5 %.

### Entwicklung der Kennzahlen seit 1993
Alle BIP-Werte sind in US-Dollar (Kaufkraftparität) angegeben.
| Jahr                                    | 1993       | 1995       | 2000       | 2005       | 2006       | 2007        | 2008        | 2009        | 2010        | 2011        | 2012        | 2013        | 2014        | 2015        | 2016        | 2017        |
| --------------------------------------- | ---------- | ---------- | ---------- | ---------- | ---------- | ----------- | ----------- | ----------- | ----------- | ----------- | ----------- | ----------- | ----------- | ----------- | ----------- | ----------- |
| BIP (Kaufkraftparität)                  | 27,39 Mrd. | 19,95 Mrd. | 30,37 Mrd. | 61,26 Mrd. | 84,91 Mrd. | 109,36 Mrd. | 123,32 Mrd. | 135,90 Mrd. | 143,91 Mrd. | 144,51 Mrd. | 150,27 Mrd. | 161,65 Mrd. | 168,92 Mrd. | 171,86 Mrd. | 168,66 Mrd. | 171,81 Mrd. |
| BIP pro Kopf (Kaufkraftparität)         | 3.658      | 2.610      | 3.781      | 7.252      | 9.927      | 12.619      | 14.046      | 15.231      | 15.995      | 15.861      | 16.271      | 17.277      | 17.824      | 17.915      | 17.378      | 17.492      |
| BIP Wachstum (real)                     | −27,4 %    | −13,0 %    | 6,2 %      | 28,0 %     | 34,5 %     | 25,5 %      | 10,6 %      | 9,4 %       | 4,6 %       | −1,6 %      | 2,1 %       | 5,9 %       | 2,7 %       | 0,6 %       | −3,1 %      | 0,1 %       |
| Inflation (in Prozent)                  | 1.129,7 %  | 411,8 %    | 1,8 %      | 9,6 %      | 8,2 %      | 16,7 %      | 20,8 %      | 1,5 %       | 5,7 %       | 7,8 %       | 1,1 %       | 2,5 %       | 1,5 %       | 4,1 %       | 12,6 %      | 13,0 %      |
| Staatsverschuldung (in Prozent des BIP) | …          | 19 %       | 23 %       | 14 %       | 11 %       | 8 %         | 7 %         | 12 %        | 13 %        | 11 %        | 14 %        | 13 %        | 14 %        | 35 %        | 51 %        | 55 %        |

## Wirtschaftssektoren

### Primärer Sektor

#### Energiewirtschaft
Die aserbaidschanische Wirtschaft baut überwiegend auf Erdöl- und Gasindustrie auf. 2017 wurden die gesicherten aserbaidschanischen Erdölvorkommen auf 7,0 Milliarden Barrel und die Erdgasreserven auf 1,1 Billionen Kubikmeter beziffert. Mineralölprodukte umfassten 2017 86,7 % des Exports. Hauptimportländer waren Italien (Anteil: 17,1 %), die Türkei (12,4 %) und Taiwan (8,7 %). Hauptinvestoren sind British Petroleum (BP) und die staatliche Ölgesellschaft von Aserbaidschan (SOCAR). Größtes Projekt im Energiebereich des Landes ist die etwa 26 Mrd. $ teure Erschließung des Shah-Deniz-Gasfelds, das im Jahr 2018 fertiggestellt sein soll.

#### Baku-Tiflis-Ceyhan-Pipeline
Im Jahr 1994 unterzeichneten SOCAR und ein Konsortium von elf Firmen den sogenannten „Vertrag des Jahrhunderts“ bezüglich der aserbaidschanischen Erdöl- und Erdgasvorkommen sowie über die Erkundung und Erschließung der Tiefseeöllagerstätten Azeri-Chirag-Guneshli (ACG). Darin vereinbarten die Vertragsparteien, bis zum Jahr 2024 eine Summe in Höhe von 64 Mrd. US-$ in die Energiebranche Aserbaidschans zu investieren.
Auch die Europäische Union unterstützte dieses Projekt, weil sie mit dem Bau der Baku-Tiflis-Ceyhan-Pipeline ihre Energieabhängigkeit von Russland verringern wollte. Am 18. November 1999 unterzeichneten die damaligen Präsidenten der Türkei (Süleyman Demirel), Georgiens (Eduard Schewardnadse), Aserbaidschans (Heydər Əliyev) und der USA (Bill Clinton) in Istanbul eine Absichtserklärung zum Bau der Baku-Tiflis-Ceyhan-Pipeline. 2002 wurde mit dem Bau begonnen.

#### Energiepolitische Zusammenarbeit mit EU
Am 6. November 2006 vereinbarten damaliger Präsident der Europäischen Kommission, José Manuel Barroso, und der Präsident Aserbaidschans, İlham Əliyev, über Gaslieferungen nach Europa. Diese Vereinbarung leistete einen wichtigen Beitrag zu einer besseren Integration Aserbaidschans in die europäischen Energiemärkte. Damaliger EU-Kommissar für Energie Andris Piebalgs sagte: "Enge Beziehungen zu Aserbaidschan als wichtiger Energieversorger und als wichtiges Transitland in die EU tragen dazu bei, unsere Energiesicherheit weiter auszubauen". Die Vereinbarung bestand aus vier vorrangigen Ziele:
- "Schrittweise Angleichung der aserbaidschanischen Rechtsvorschriften an die Rechtsvorschriften der Gemeinschaft im Energiebereich und letztendlich Konvergenz der Strom- und Gasmärkte;
- größere Stabilität und Sicherheit bei der Energieversorgung und den Transitsystemen von Aserbaidschan und dem Kaspischen Becken in die EU;
- Entwicklung einer umfassenden Energienachfragesteuerungspolitik;
- technische Zusammenarbeit und Austausch von Fachwissen."[19]

Am 13. Januar 2011 unterzeichneten Kommission und Aserbaidschan ein strategisches Gasabkommen. Damit sagte Aserbaidschan erstmals schriftlich zu, Europa mit Gas zu beliefern. 

#### Landwirtschaft
Die Landwirtschaft ist der zweitstärkste Wirtschaftssektor Aserbaidschans. Die Umgestaltung und die Modernisierung der Landwirtschaft spielt in der Entwicklungsstrategie bis 2020 der Regierung eine wichtige Rolle. Ziel ist eine bessere Versorgung der Bevölkerung mit Nahrungsmitteln. Laut statistischen Angaben versorgt sich Aserbaidschan selbst zu 90 % mit Fleisch, zu 80 % mit Eiern, zu 75 % mit Milchprodukten, zu 65 % mit Speiseöl und zu 50 % mit Butter. Zudem gehören Baumwolle, Wein, Seidenraupenzucht, Obst- und Getreidewirtschaft, Gemüsesorten, Früchte, Reis, Tee, Tabak, Schaf- und Rinderzucht zu den wesentlichen landwirtschaftlichen Produkten des Landes. Die bedeutendsten landwirtschaftlichen Ausfuhrprodukte sind Obst und Gemüse.
Aserbaidschan erhält finanzielle Unterstützung von der Weltbank für die Weiterentwicklung der Landwirtschaft.

### Sekundärer Sektor

#### Maschinenbauindustrie
Maschinenbauindustrie in Aserbaidschan ist noch unterentwickelt. Schwerpunkt der lokalen Herstellung liegt auf dem Bedarf der Öl- und Gasindustrie. Es flossen kaum Investitionen in die Maschinenbauindustrie. Die Regierung will jedoch die lokale Produktion von Landmaschinentechnik und Bohrausrüstungen steigern. Bis 2019 plant der Staat einen Metallurgiekomplex für 1,2 Mrd. Euro zu bauen.

### Tertiärer Sektor

#### Bauwirtschaft
Der Bausektor hat einen Anteil von gut 20 % am BIP. Im April 2016 wurde die Agentur MIDA zur Förderung des sozialen Wohnbaus gegründet. In den Jahren 2016 und 2017 litt die Bauindustrie wegen der niedrigen Ölpreise unter stark gekürzten staatlichen Investitionen, der gesunkenen Kaufkraft der Bevölkerung und der Krise im Bankensektor.

#### Kapitalmarkt
Das Land führt eine Wertpapierbörse, welche als Börse Baku bekannt ist.

#### Staatsfonds
Die Regierung Aserbaidschans verfügt über einen Staatsfonds, der als Staatlicher Ölfonds von Aserbaidschan bekannt ist. Er erhält, verwaltet und investiert Überschüsse aus dem Export von öl und Gas.